# Lelaps callisto
Lelaps callisto is een vliesvleugelig insect uit de familie Pteromalidae. De wetenschappelijke naam is voor het eerst geldig gepubliceerd in 1892 door Marshall.